# Rêve à la lune
Rêve à la lune és un curtmetratge mut francès del 1905 dirigit per Ferdinand Zecca i Gaston Velle, i distribuït als països de parla anglesa sota els títols Dream of the Moon (a nivell mundial, títol en anglès), The Moon Lover (Estats Units) i Drunkard's Dream or Why You Sign the Pledge (Regne Unit). La pel·lícula representa un borratxo somiant que és portat a la Lluna.

## Argument

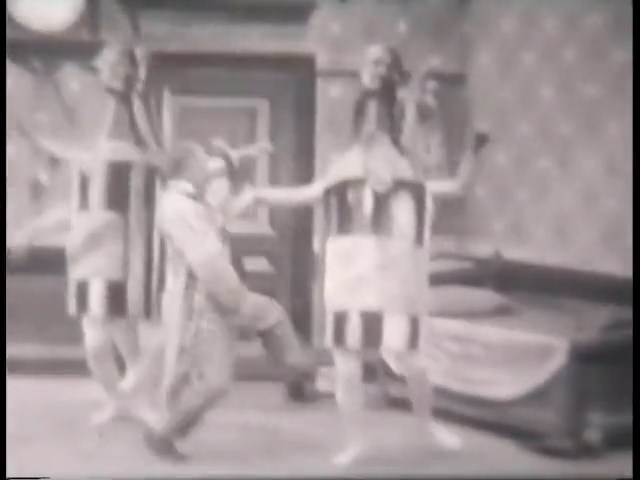
Ballant amb les ampolles

Un borratxo torna a casa trontollant i és presa d'al·lucinacions estranyes. Primer es veu envoltat d'ampolles gegantines amb formes humanes amb les quals executa una quadrilla frenètica, després s'adorm al seu llit. Mentre dorm, es creu en una plaça pública, sota la mirada benèvola de la lluna de la qual s'enamora de seguida. Vol arribar-hi i, per això, puja a un fanal de gas, però la lluna encara està massa lluny. S'enfila per la paret d'una casa veïna i arriba al terrat de la casa sobre la qual té moltes dificultats per mantenir l'equilibri, fins i tot cau per una claraboia i fa commoció a tots els llogaters. Encara amb ganes d'agafar la lluna, s'enganxa a la canonada d'una xemeneia que trontolla sota el seu pes. De sobte s'aixeca un huracà i porta el nostre home a l'espai, encara a cavall de la canonada que no ha abandonat; així travessa quilòmetres a través dels núvols, mentre la tempesta fa furor al seu voltant. Un cop a les zones etèries, disposat a arribar a l'objecte de la seva cobdícia, la mateixa lluna moguda pels seus esforços s'hi acosta i li concedeix hospitalitat. Entra decididament a la boca de la lluna. Però la lluna sembla que no comparteix l'entusiasme del seu visitant, i després d'unes ganyotes de fàstic, l'escup al buit i ell cau amb una velocitat vertiginosa al seu llit, on es desperta tot desconcertat pel seu estrany malson.

## Repartiment
- Ferdinand Zecca com el borratxo

## Anàlisi
La pel·lícula està composta per 14 plans sense cap intertítol.
1. A l'escala. Un home borratxo té dificultats per creuar un altre home per l'escala i intentar obrir la porta.
2. Primer pla d'una mà intentant posar una clau al pany.
3. Una habitació amb una taula amb una ampolla, un gran rellotge a la paret, un penjador i un llit. L'home entra intenta agafar l'ampolla que s'allunya abans de convertir-se en una ampolla humanoide que es multiplica. L'home balla amb ells i quan desapareixen s'adorm al seu llit.
4. Ombra creauada: l'escena canvia a un carrer a la nit, el llit es converteix en un banc i el rellotge en la lluna. L'home es desperta i llança una ampolla a la lluna plena. Com a resultat, només en queda una mitja lluna. S'enfila a un fanal i agafa la façana d'un edifici.
5. La façana d'una casa. L'home s'enfila per la façana i arriba al terrat. Aquest efecte especial utilitza un pla de seguiment amb una càmera que filma un conjunt horitzontal des de dalt.[4]
6. La teulada d'una casa amb teulades diverses al fons. L'home intenta caminar pel terrat i desperta diverses persones que el criden. Agafa una xemeneia per mantenir l'equilibri. La xemeneia s'enlaira amb un gust de vent i el porta a l'aire
7. Fons de desplaçament d'un paisatge i doble exposició de l'home que munta la seva xemeneia.
8. El vol continua entre pluja, núvols i llamps.
9. Els núvols s'obren per mostrar una lluna que s'acosta mostrada com una cara somrient que obre la boca.
10. La cara es substitueix per un teló de fons pintat. El borratxo puja a una escala i desapareix a la boca de la lluna.
11. Igual que el 9: La figura de la lluna fa cares divertides.
12. Igual que 10: L'home és llençat de la cara, el cap per davant.
13. L'home cau de cap davant d'un teló de fons d'estrelles.
14. Mateix conjunt que 3. L'home cau a terra. Després de llançar una ampolla al rellotge, cau sense sentit al seu llit.[2]

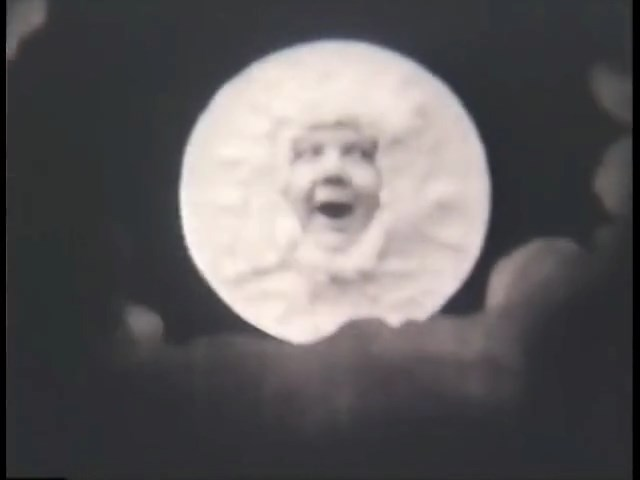
Arribant a la lluna

## Versions
S'han conservat dues versions de la pel·lícula, una de 112 metres, sense targeta de títol, i una de 128 metres amb targeta de títol L'amant de la lune. Les dues versions inclouen el mateix nombre d'escenes, però alguns dels de la segona versió són de major durada. El repartiment és el mateix amb Ferdinand Zecca com a borratxo i el mateix actor no acreditat que la lluna, però hi ha algunes diferències en el vestit del borratxo i en alguns dels decorats. Només les escenes del 9 al 12 són idèntiques en les dues versions. Una hipòtesi raonable per a l'existència d'aquestes dues versions sembla que la còpia original s'havia fet malbé per un ús excessiu i com que encara hi havia demanda de la pel·lícula es va organitzar un nou rodatge. El canvi de títol també planteja algunes preguntes. Tenint en compte que L'amant de la lune [L'amant de la lluna] apareix al cartell original de la pel·lícula, mentre que només Rêve à la lune [somni de la lluna] apareix al catàleg de Pathé, sembla probable que el títol anterior era l'original i que finalment es va modificar a causa d'una connotació sexual considerada inadequada.